# Chris Richards
Christopher Jeffrey Richards (* 28. března 2000) je americký fotbalista, který hraje jako obránce nebo záložník za anglický klub Crystal Palace a za reprezentaci USA.
Svou kariéru začal v německém prvoligovém klubu Bayern Mnichov. Po hostování v Hoffenheimu v roce 2022 podepsal smlouvu s anglickým Crystal Palace. V sezóně 2024/25 s klubem vyhrál FA Cup.
Richards je bývalým mládežnickým reprezentantem USA, v roce 2020 byl poprvé povolán do seniorské reprezentace. S reprezentací vyhrál Ligu národů CONCACAF 2022/23 i 2023/24.